# Локални избори у Србији 2022.
Локални избори у Србији одржани су 3. априла 2022. године у два града (Београд и Бор), 11 општина (Аранђеловац, Бајина Башта, Дољевац, Кладово, Књажевац, Кула, Лучани, Мајданпек, Медвеђа, Сечањ и Смедеревска Паланка) и једној градској општини (Севојно). Упоредо са локалним, истог дана су и на републичком нивоу одржани скупштински и председнички избори.
Владајућа Српска напредна странка (СНС) освојила је највише гласова у свакој општини. Невладине организације и опозиционе странке тврде да је дошло до изборних неправилности на бирачким местима. У Кули је група грађана тврдила да су две изборне листе предате на незаконит начин, а да је приликом прикупљања потписа дошло до подмићивања. У Сечњу је 1. марта ухапшен Вукашин Баћина, вођа мање групе грађана, а полиција тврди да је до хапшења дошло због наводног примања мита у фебруару 2022. године. Гласање је поновљено два пута на пет бирачких места у Београду.

## Позадина
Претходни локални избори у Србији одржани су у марту и октобру 2021. године, на којима је владајућа Српска напредна странка (СНС) освојила већину мандата у већини општина. На бирачким местима су биле присутне изборне неправилности, а дешавали су се и физички напади на опозиционе активисте. У међуизборном периоду од марта до октобра 2021. године, током неколико месеци вођени су дијалози између владе и опозиционих странака о изборним условима. Две групе су 29. октобра постигле договор, након чега су потписале документ о побољшању изборних услова који укључује измене минималног потребног броја потписа за гласање мањина, као и измене изборних тела и правила.
Током овог периода еколошки протести су такође постали присутнији, посебно након блокада путева у новембру и децембру. У јануару 2022. одржан је и уставни референдум, на којем је опција „да”, коју је подржала влада, превагнула над опцијом „не”, иако је пријављено да је излазност била најнижа од 1990. године.

## Изборни систем
Локални избори у Србији одржавају се по пропорционалном изборном систему на подручју општине или града у целини. Непосредно пре избора, странке морају доставити изборну листу и свог носиоца листе; након избора, изабрани чланови гласају за избор градоначелника или председника општине. Изборна листа мора добити најмање 3% гласова грађана да би прешла цензус, а 40% кандидата изборне листе морају бити жене. Изборне листе етничких мањина треба да сакупе најмање 5.000 потписника да би се квалификовале за гласање. Један мандат градоначелника, председника општине или изабраног посланика у локалној скупштини траје четири године.

## Резултати и кампања
Председник Народне скупштине Србије Ивица Дачић расписао је локалне изборе 15. фебруара, а затим је убрзо председник Србије Александар Вучић распустио Народну скупштину, након чега је почела званична изборна кампања.

### Аранђеловац
СНС је 16. фебруара предала своју изборну листу, а дан касније и Српска странка Заветници (ССЗ). Коалиција Социјалистичка партија Србије (СПС)—Јединствена Србија (ЈС) предала је своју изборну листу 18. фебруара. ПОКС је своју листу предао 21. фебруара, док је коалиција Двери—Здрава Србија (ЗС) предала своју листу касније тог дана. Листу коалиције Уједињени за победу Србије (УЗПС) и Доста је било (ДЈБ) касније је потврдила Градска изборна комисија. Омладина СНС-а је током кампање покренула иницијативу за уређење степеништа код зграде старе Железничке станице. Представници СПС-а потписали су 25. фебруара споразум са Зеленима Србије, којим је њихова коалиција формализована у Аранђеловцу.
У општини Аранђеловац било је 36.842 грађана са правом гласа на локалним изборима. Локална Градска изборна комисија саопштила је да је излазност била 64%. Српска напредна странка освојила је 19 мандата, а коалиција СПС—ЈС седам. Српска странка Заветници освојила је пет мандата, док је коалиција Уједињени за победу Србије освојила четири, а коалиција Двери—ЗС три мандата. Два мандата освојио је ПОКС, док је странка Доста је било освојила један мандат.
|                               |                               |         |        |         |
| Странка                       | Странка                       | Гласови | %      | Мандати |
|                               | Српска напредна странка       | 10.038  | 43,58  | 19      |
|                               | СПС—ЈС                        | 3.926   | 17,04  | 7       |
|                               | Српска странка Заветници      | 2.786   | 12,10  | 5       |
|                               | Уједињени за победу Србије    | 2.130   | 9,25   | 4       |
|                               | Двери—ЗС                      | 1.921   | 8,34   | 3       |
|                               | ПОКС                          | 1.224   | 5,31   | 2       |
|                               | Доста је било                 | 1.009   | 4,38   | 1       |
| Укупно                        | Укупно                        | 23.034  | 100,00 | 41      |
|                               |                               |         |        |         |
| Важећи гласови                | Важећи гласови                | 23.034  | 99,68  |         |
| Неважећи/празни гласови       | Неважећи/празни гласови       | 75      | 0,32   |         |
| Укупни гласови                | Укупни гласови                | 23.109  | 100,00 |         |
| Регистровани бирачи/излазност | Регистровани бирачи/излазност | 36.847  | 62,72  |         |
| Извор: РИК                    |                               |         |        |         |

### Бајина Башта
Коалиција око СНС-а предала је своју изборну листу 17. фебруара, док је коалиција СПС—ЈС своју изборну листу предала 23. фебруара. Социјалдемократска странка (СДС) предала је своју изборну листу 8. марта, а истог дана су своју листу предале и Народна странка (НС) и Демократска странка (ДС) под називом „Уједињени за победу”. Своју листу је 12. марта предала и Здрава Србија, а дан касније потврђена је листа Националне демократске алтернативе (НАДА). Грађанска група „Јасно и гласно”, коју предводи Владислав Биљић, предала је своју изборну листу 13. марта. Дан касније Градска изборна комисија потврдила је листу Савеза 90/Зелених Србије.
У општини Бајина Башта било је 21.733 грађана са правом гласа на локалним изборима. Локална Градска изборна комисија саопштила је да је излазност била 68%. Коалиција коју предводи Српска напредна странка освојила је 24 мандата, док је коалиција Уједињени за победу Србије освојила девет мандата. Коалиција СПС—ЈС освојила је шест мандата, а следе Здрава Србија која је освојила три мандата, Социјалдемократска странка која је освојила два мандата и Двери које су освојиле један мандат. Народна странка (НС) тврдила је да је спречила изборну крађу на бирачком месту.
|                               |                               |         |        |         |
| Странка                       | Странка                       | Гласови | %      | Мандати |
|                               | СНС—СРС—ПУПС—СНП—ПС—СДПС      | 6.700   | 47,15  | 24      |
|                               | Уједињени за победу Србије    | 2.712   | 19,08  | 9       |
|                               | СПС—ЈС                        | 1.707   | 12,01  | 6       |
|                               | Здрава Србија                 | 1.056   | 7,43   | 3       |
|                               | Социјалдемократска странка    | 691     | 4,86   | 2       |
|                               | Двери                         | 445     | 3,13   | 1       |
|                               | Јасно и гласно                | 415     | 2,92   | 0       |
|                               | НАДА                          | 405     | 2,85   | 0       |
|                               | Савез 90/Зелени Србије        | 80      | 0,56   | 0       |
| Укупно                        | Укупно                        | 14.211  | 100,00 | 45      |
|                               |                               |         |        |         |
| Важећи гласови                | Важећи гласови                | 14.211  | 96,17  |         |
| Неважећи/празни гласови       | Неважећи/празни гласови       | 566     | 3,83   |         |
| Укупни гласови                | Укупни гласови                | 14.777  | 100,00 |         |
| Регистровани бирачи/излазност | Регистровани бирачи/излазност | 21.733  | 67,99  |         |
| Извор: РИК                    |                               |         |        |         |

### Београд
|                                                            |                               |           |        |         |
| Странка                                                    | Странка                       | Гласови   | %      | Мандати |
|                                                            | Коалиција око СНС-а           | 348.345   | 38,83  | 48      |
|                                                            | Уједињени за победу Србије    | 195.335   | 21,78  | 26      |
|                                                            | Морамо                        | 99.078    | 11,04  | 13      |
|                                                            | СПС—ЈС—ЗС                     | 64.050    | 7,14   | 8       |
|                                                            | НАДА                          | 57.760    | 6,44   | 7       |
|                                                            | Српска странка Заветници      | 32.029    | 3,57   | 4       |
|                                                            | Двери—ПОКС                    | 30.898    | 3,44   | 4       |
|                                                            | СДС—Нова                      | 26.219    | 2,92   | 0       |
|                                                            | Суверенисти                   | 19.544    | 2,18   | 0       |
|                                                            | Српска радикална странка      | 14.674    | 1,64   | 0       |
|                                                            | Љубав, вера, нада             | 5.239     | 0,58   | 0       |
|                                                            | СРП—СРПВ—ПГС                  | 3.879     | 0,43   | 0       |
| Укупно                                                     | Укупно                        | 897.050   | 100,00 | 110     |
|                                                            |                               |           |        |         |
| Важећи гласови                                             | Важећи гласови                | 897.050   | 97,91  |         |
| Неважећи/празни гласови                                    | Неважећи/празни гласови       | 19.155    | 2,09   |         |
| Укупни гласови                                             | Укупни гласови                | 916.205   | 100,00 |         |
| Регистровани бирачи/излазност                              | Регистровани бирачи/излазност | 1.600.462 | 57,25  |         |
| Извор: Град Београд Архивирано на веб-сајту (18. мај 2022) |                               |           |        |         |

### Бор
Градска изборна комисија (ГИК) у Бору прогласила је 16. фебруара изборну листу коју предводи СНС. Дан касније Странка слободе и правде (ССП) одржала је конференцију на којој је та странка представила коалицију са Покретом слободних грађана (ПСГ), Влашком странком и Регионалном иницијативом за развој Истока, а коалиција је именовала Љубишу Стаменковића, независног политичара, као свог носиоца листе. Коалиција СПС—ЈС представила је своју изборну листу 18. фебруара, док је Влашка странка „Мост” најавила да ће се сама изаћи на изборе. ГИК је изборну листу Двери—ПОКС прогласила 19. фебруара, а коалицију коју предводи Народна странка (НС) 20. фебруара. Коалиција Суверенисти, коју предводи странка Доста је било, предала је своју изборну листу 25. фебруара. У Бору је ЈС одлучила да не учествује у коалицији са СПС-ом и изборну листу је предала 4. марта. Две грађанске групе, „Гласно за омладину” и „Борци за Бор” предале су своје изборне листе 7. марта. Излазак на изборе најавиле су и Српска радикална странка (СРС) и Руска странка (РС), а СРС је успела да преда своју листу пре истека рока.
Током кампање, коалиција предвођена НС-ом је изјавила да подржава изградњу нових болница и да се противи експлоатацији природних ресурса. Представници Влашке странке „Мост” изјавили су да би требало повећати плате у предузећу Serbia Zijin Bor Copper, док је СРС подржала експлоатацију. Почетком фебруара спроведена је анкета у којој је већина испитаника изјавила да треба променити локалну власт у Бору. СНС је добила подршку Социјалдемократске партије Србије (СДПС) и Покрета Влаха Србије (ПВС). Грађанска група „Гласно за младе” водила је кампању углавном о политици младих.
У граду Бору било је 40.661 грађана са правом гласа на локалним изборима. Локална Градска изборна комисија саопштила је да је излазност била 61,2%. Српска напредна странка освојила је 15 мандата, док је коалиција коју предводи Народна странка освојила 6 мандата. Социјалистичка партија Србије и Влашка партија „Мост” освојиле су по четири мандата, док је коалиција коју предводи Странка слободе и правде освојила три мандата. Коалиција Двери—ПОКС, Борци за Бор и Гласно за омладину освојили су по један мандат.
|                               |                               |         |        |         |
| Странка                       | Странка                       | Гласови | %      | Мандати |
|                               | Српска напредна странка       | 8.794   | 36,44  | 15      |
|                               | НС—ДС—ВНС—ЗЗС—БСП             | 3.802   | 15,76  | 6       |
|                               | Социјалистичка партија Србије | 2.677   | 11,09  | 4       |
|                               | Влашка партија „Мост”         | 2.447   | 10,14  | 4       |
|                               | ССП—ПСГ—ВС—РИРИ               | 2.238   | 9,27   | 3       |
|                               | Двери—ПОКС                    | 1.017   | 4,21   | 1       |
|                               | Гласно за омладину            | 876     | 3,63   | 1       |
|                               | Борци за Бор                  | 774     | 3,21   | 1       |
|                               | Доста је било                 | 699     | 2,90   | 0       |
|                               | Јединствена Србија            | 490     | 2,03   | 0       |
|                               | Српска радикална странка      | 316     | 1,31   | 0       |
| Укупно                        | Укупно                        | 24,130  | 100,00 | 35      |
|                               |                               |         |        |         |
| Регистровани бирачи/излазност | Регистровани бирачи/излазност | 40.661  | 61,20  |         |
| Извор: РИК                    |                               |         |        |         |

### Дољевац
Градска изборна комисија у Дољевцу потврдила је укупно четири изборне листе, а то су СНС, СПС, ЈС и СРС. Напоменуто је да опозиционе странке неће учествовати на локалним изборима у овој општини. У општини Дољевац било је 13.940 грађана са правом гласа на локалним изборима. Локална Градска изборна комисија саопштила је да је излазност била 78%. Српска напредна странка освојила је апсолутну већину од 30 мандата, док су Социјалистичка партија Србије и Јединствена Србија освојиле по три мандата, а Српска радикална странка само један мандат.
|                               |                               |         |        |         |
| Странка                       | Странка                       | Гласови | %      | Мандати |
|                               | Српска напредна странка       | 8.271   | 79,89  | 30      |
|                               | Јединствена Србија            | 871     | 8,41   | 3       |
|                               | Социјалистичка партија Србије | 857     | 8,28   | 3       |
|                               | Српска радикална странка      | 354     | 3,42   | 1       |
| Укупно                        | Укупно                        | 10.353  | 100,00 | 37      |
|                               |                               |         |        |         |
| Важећи гласови                | Важећи гласови                | 10.353  | 95,24  |         |
| Неважећи/празни гласови       | Неважећи/празни гласови       | 517     | 4,76   |         |
| Укупни гласови                | Укупни гласови                | 10.870  | 100,00 |         |
| Регистровани бирачи/излазност | Регистровани бирачи/излазност | 13.940  | 77,89  |         |
| Извор: РИК                    |                               |         |        |         |

### Кладово
Листу СНС-а је Градска изборна комисија потврдила 16. фебруара, док је листа СПС-а потврђена два дана касније. Дана 4. марта потврђена је изборна листа Влашке народне странке. Своје учешће на изборима најавила је и група грађана под називом „Покрет за Кладово — др Борислав Петровић”, а њену листу је 11. марта потврдила Градска изборна комисија. Пре истека рока потврђена је изборна листа коју је предводила СРС.
У општини Кладово било је 21.668 грађана са правом гласа на локалним изборима. Локална Градска изборна комисија саопштила је да је излазност била 52%. Српска напредна странка освојила је 14 мандата, а за њима Покрет за Кладово девет, а Социјалистичка партија Србије пет мандата.
|                               |                               |         |        |         |
| Странка                       | Странка                       | Гласови | %      | Мандати |
|                               | Српска напредна странка       | 5.063   | 47,03  | 14      |
|                               | Покрет за Кладово             | 3.293   | 30,59  | 9       |
|                               | Социјалистичка партија Србије | 2.086   | 19,38  | 5       |
|                               | Влашка народна странка        | 207     | 1,92   | 0       |
|                               | Српска радикална странка      | 117     | 1,09   | 0       |
| Укупно                        | Укупно                        | 10.766  | 100,00 | 28      |
|                               |                               |         |        |         |
| Важећи гласови                | Важећи гласови                | 10.766  | 95,52  |         |
| Неважећи/празни гласови       | Неважећи/празни гласови       | 505     | 4,48   |         |
| Укупни гласови                | Укупни гласови                | 11.271  | 100,00 |         |
| Регистровани бирачи/излазност | Регистровани бирачи/излазност | 21.668  | 52,02  |         |
| Извор: РИК                    |                               |         |        |         |

### Књажевац
Локална Градска изборна комисија у Књажевцу је 16. фебруара потврдила изборну листу СНС-а, док је листа СПС-а потврђена 19. фебруара. Изборна листа Националне демократске алтернативе (НАДА) потврђена је 1. марта, док су листе коалиције Уједињене Србија (УС) и СРС потврђене дан касније. Коалиција Двери—ПОКС предала је своју изборну листу 3. марта, а истог дана ју је потврдила и Градска изборна комисија. Градска изборна комисија потврдила је и изборне листе које су доставиле Српска народна партија (СНП) и ЈС.
У општини Књажевац било је 23.638 грађана са правом гласа на локалним изборима. Локална Градска изборна комисија саопштила је да је излазност била 63%. Српска напредна странка освојила је 27 мандата, а следе је Социјалистичка партија Србије са шест, коалиција Уједињени за победу Србије са четири, коалиција Двери—ПОКС са два и Национална демократска алтернатива са једним мандатом.
|                               |                               |         |        |         |
| Странка                       | Странка                       | Гласови | %      | Мандати |
|                               | Српска напредна странка       | 8.711   | 61,25  | 27      |
|                               | Социјалистичка партија Србије | 1.878   | 13,20  | 16      |
|                               | Уједињени за победу Србије    | 1.383   | 9,72   | 4       |
|                               | Двери—ПОКС                    | 650     | 4,57   | 2       |
|                               | НАДА                          | 539     | 3,79   | 1       |
|                               | Српска народна партија        | 425     | 2,99   | 0       |
|                               | Српска радикална странка      | 421     | 2,96   | 0       |
|                               | Јединствена Србија            | 216     | 1,52   |         |
| Укупно                        | Укупно                        | 14.223  | 100,00 | 40      |
|                               |                               |         |        |         |
| Важећи гласови                | Важећи гласови                | 14.223  | 95,72  |         |
| Неважећи/празни гласови       | Неважећи/празни гласови       | 636     | 4,28   |         |
| Укупни гласови                | Укупни гласови                | 14.859  | 100,00 |         |
| Регистровани бирачи/излазност | Регистровани бирачи/излазност | 23.638  | 62,86  |         |
| Извор: РИК                    |                               |         |        |         |

### Кула
СНС је своју листу предала 16. фебруара. До 22. фебруара локалне новине су потврдиле да су ГИК-у поред СНС-а предате још две листе, а то су СПС и „Листа заједнице Срба”. Формирана је коалициона листа коју чине ДЈБ, НС и Руска странка (РС), чија је изборна листа потврђена до 14. марта, укључујући СРС и грађанску групу под називом „Куљани и наш град”. Златко Остојић, вођа грађанске групе „Куљани и наш град”, тврди да су две изборне листе предате на незаконит начин, а да је приликом прикупљања потписа дошло до подмићивања.
У општини Кула било је 34.198 грађана са правом гласа на локалним изборима. Локална Градска изборна комисија саопштила је да је излазност била 65%. Српска напредна странка освојила је 21 мандат, а за њима Критична маса — за победу и Куљани и наш град по пет мандата, Листа заједнице Срба и Социјалистичка партија Србије по три мандата, док је коалиција предвођена Народном странком освојила два мандата.
|                               |                               |         |        |         |
| Странка                       | Странка                       | Гласови | %      | Мандати |
|                               | Српска напредна странка       | 11.161  | 52,06  | 21      |
|                               | Критична маса — за победу     | 2.506   | 11,69  | 4       |
|                               | Куљани и наш град             | 2.219   | 10,35  | 4       |
|                               | Листа заједнице Срба          | 1.848   | 8,62   | 3       |
|                               | Социјалистичка партија Србије | 1.788   | 8,34   | 3       |
|                               | НС—ДЈБ—РС                     | 1.327   | 6,19   | 2       |
|                               | Српска радикална странка      | 590     | 2,75   | 0       |
| Укупно                        | Укупно                        | 21.439  | 100,00 | 37      |
|                               |                               |         |        |         |
| Важећи гласови                | Важећи гласови                | 21.439  | 95,83  |         |
| Неважећи/празни гласови       | Неважећи/празни гласови       | 932     | 4,17   |         |
| Укупни гласови                | Укупни гласови                | 22.371  | 100,00 |         |
| Регистровани бирачи/излазност | Регистровани бирачи/излазност | 34.198  | 65,42  |         |
| Извор: РИК                    |                               |         |        |         |

### Лучани
Миливоје Доловић изабран је за носиоца листе око СНС-а, која је проглашена 17. фебруара. Листа коалиције СПС—ЈС потврђена је 21. фебруара. Градска изборна комисија је почетком марта потврдила изборну листу коју предводи ПОКС. Своје учешће на изборима најавила је и грађанска група под називом „Један тим”, којој је до 14. марта потврђена изборна листа, укључујући и СРС. На претходним локалним изборима, Лучани су запажени као општина са великом количином уцена и притисака према бирачима, али су организације констатовале да се то није десило у периоду предизборне кампање у марту 2022. године.
У општини Аранђеловац било је 15.414 грађана са правом гласа на локалним изборима. Локална Градска изборна комисија саопштила је да је излазност била 72%. Српска напредна странка освојила је 20 мандата, а за њом је Један тим са девет мандата, коалиција СПС—ЈС са четири, а затим ПОКС са два мандата.
|                               |                               |         |        |         |
| Странка                       | Странка                       | Гласови | %      | Мандати |
|                               | Српска напредна странка       | 5.939   | 54,99  | 20      |
|                               | Један тим                     | 2.632   | 24,37  | 9       |
|                               | СПС—ЈС                        | 1.308   | 12,11  | 4       |
|                               | ПОКС                          | 631     | 5,84   | 2       |
|                               | Српска радикална странка      | 290     | 2,69   | 0       |
| Укупно                        | Укупно                        | 10,800  | 100,00 | 35      |
|                               |                               |         |        |         |
| Важећи гласови                | Важећи гласови                | 10.800  | 96,99  |         |
| Неважећи/празни гласови       | Неважећи/празни гласови       | 335     | 3,01   |         |
| Укупни гласови                | Укупни гласови                | 11.135  | 100,00 |         |
| Регистровани бирачи/излазност | Регистровани бирачи/излазност | 15.414  | 72,24  |         |
| Извор: РИК                    |                               |         |        |         |

### Мајданпек
Локална Градска изборна комисија потврдила је изборну листу СНС-а 16. фебруара, док је листа СПС-а потврђена 22. фебруара. Изборна листа грађанске групе „Може и другачије” потврђена је 25. фебруара. Градска изборна комисија потврдила је 12. марта изборну листу коју су предводиле Двери, а два дана касније потврђене су листе које предводе СРС, НАДА и група грађана „Не дам!”. Поред њих, учешће на изборима најавиле су и Влашка странка и Влашка странка „Мост”, али њихове изборне листе нису потврђене у Градској изборној комисији.
У општини Аранђеловац било је 16.251 грађана са правом гласа на локалним изборима. Пријављено је да је дошло до изборних неправилности на бирачким местима. Локална Градска изборна комисија саопштила је да је излазност била 59%. Српска напредна странка освојила је 19 мандата, коалиција СПС—ЈС пет, „Не дам” три, „Може и другачије” два, а Двери и НАДА по један мандат.
|                               |                               |         |        |         |
| Странка                       | Странка                       | Гласови | %      | Мандати |
|                               | Српска напредна странка       | 5.174   | 55,20  | 19      |
|                               | СПС—ЈС                        | 1.348   | 14,38  | 5       |
|                               | Не дам!                       | 1.021   | 10,89  | 3       |
|                               | Може и другачије              | 783     | 8,35   | 2       |
|                               | Двери                         | 498     | 5,31   | 1       |
|                               | НАДА                          | 364     | 3,88   | 1       |
|                               | Српска радикална странка      | 186     | 1,98   | 0       |
| Укупно                        | Укупно                        | 9.374   | 100,00 | 31      |
|                               |                               |         |        |         |
| Важећи гласови                | Важећи гласови                | 9.374   | 96,20  |         |
| Неважећи/празни гласови       | Неважећи/празни гласови       | 370     | 3,80   |         |
| Укупни гласови                | Укупни гласови                | 9.744   | 100,00 |         |
| Регистровани бирачи/излазност | Регистровани бирачи/излазност | 16.251  | 59,96  |         |
| Извор: РИК                    |                               |         |        |         |

### Медвеђа
Изборну листу СНС-а потврдила је ГИК 16. фебруара, као први који су предали изборну листу у Медвеђи. Почетком марта одржала је предизборни скуп у граду. До 14. марта потврђено је још шест изборних листа, након саопштења Градске изборне комисије у Медвеђи.
У општини Медвеђа било је 6.175 грађана са правом гласа на локалним изборима. Локална Градска изборна комисија саопштила је да је излазност била 64%. Српска напредна странка освојила је 13 мандата, а за њима је „Медвеђа има боље” са пет, Социјалистичка партија Србије са три, Демократска партија „За Медвеђу” са два, док су Партија за демократско деловање и За развој Медвеђе освојили по један мандат.
|                               |                                  |         |        |         |
| Странка                       | Странка                          | Гласови | %      | Мандати |
|                               | Српска напредна странка          | 1.811   | 47,52  | 13      |
|                               | Медвеђа има боље                 | 781     | 20,49  | 5       |
|                               | Социјалистичка партија Србије    | 487     | 12,78  | 3       |
|                               | Демократска партија „За Медвеђу” | 278     | 7,29   | 2       |
|                               | Партија за демократско деловање  | 173     | 4,54   | 1       |
|                               | За развој Медвеђе                | 169     | 4,43   | 1       |
|                               | Српска радикална странка         | 112     | 2,94   | 0       |
| Укупно                        | Укупно                           | 3.811   | 100,00 | 25      |
|                               |                                  |         |        |         |
| Важећи гласови                | Важећи гласови                   | 3.811   | 96,46  |         |
| Неважећи/празни гласови       | Неважећи/празни гласови          | 140     | 3,54   |         |
| Укупни гласови                | Укупни гласови                   | 3.951   | 100,00 |         |
| Регистровани бирачи/излазност | Регистровани бирачи/излазност    | 6.175   | 63,98  |         |
| Извор: РИК                    |                                  |         |        |         |

### Севојно
Коалиција око СНС-а у Севојну формирала је коалицију са СПС-ом, а њихову изборну листу потврдила је ГИК 18. фебруара. Здрава Србија (ЗС) предала је своју изборну листу 20. фебруара. Почетком марта проглашена је изборна листа СРС-а. Коалиција Уједињени за победу Србије такође је најавила учешће на локалним изборима, а њена изборна листа је потврђена 8. марта. Изборна листа ССЗ-а потврђена је истог дана. До 15. марта Градска изборна комисија је потврдила и изборну листу ЈС. СНС је у предизборној кампањи најављивала да ће у априлу почети реконструкција зграде амбуланте. Аврам Илић, представник Здраве Србије, изјавио је да је за бољи живот становника Севојна неопходна даља децентрализација.
У општини Севојно било је 5.681 грађана са правом гласа на локалним изборима. Локална Градска изборна комисија саопштила је да је излазност била 70%. Српска напредна странка освојила је 10 мандата, Здрава Србија четири, док је коалиција Уједињени за победу Србије освојила два мандата, а остале странке су успеле да пређу цензус са једним мандатом.
|                               |                               |         |        |         |
| Странка                       | Странка                       | Гласови | %      | Мандати |
|                               | СНС—СПС—ПУПС                  | 1.865   | 47,94  | 10      |
|                               | Здрава Србија                 | 895     | 23,01  | 4       |
|                               | Уједињени за победу Србије    | 526     | 13,52  | 2       |
|                               | Српска странка Заветници      | 228     | 5,86   | 1       |
|                               | Српска радикална странка      | 221     | 5,68   | 1       |
|                               | Јединствена Србија            | 155     | 3,98   | 1       |
| Укупно                        | Укупно                        | 3.890   | 100,00 | 19      |
|                               |                               |         |        |         |
| Важећи гласови                | Важећи гласови                | 3.890   | 97,84  |         |
| Неважећи/празни гласови       | Неважећи/празни гласови       | 86      | 2,16   |         |
| Укупни гласови                | Укупни гласови                | 3.976   | 100,00 |         |
| Регистровани бирачи/излазност | Регистровани бирачи/излазност | 5.681   | 69,99  |         |
| Извор: РИК                    |                               |         |        |         |

### Сечањ
СНС је своју листу предала 17. фебруара, док је изборна листа СПС-а потврђена 19. фебруара. Опозициона грађанска група под називом „За бољу општину Сечањ”, коју предводи Вукашин Баћина, најавила је учешће на изборима 21. фебруара, а њена изборна листа је потврђена 28. фебруара. Излазак на изборе најавила је и СРС, а почетком марта јој је потврђена изборна листа. Баћина је ухапшен 1. марта, а полиција тврди да је до његовог хапшења дошло због наводног давања мита који се догодио у фебруару 2022. године.
У општини Сечањ било је 10.481 грађана са правом гласа на локалним изборима. Локална Градска изборна комисија саопштила је да је излазност била 67%. Према резултатима, Српска напредна странка освојила је 15 мандата, коалиција СПС—ЈС шест, а За бољу општину Сечањ два мандата.
|                               |                               |         |        |         |
| Странка                       | Странка                       | Гласови | %      | Мандати |
|                               | Српска напредна странка       | 3.976   | 59,88  | 15      |
|                               | СПС—ЈС                        | 1.693   | 25,50  | 6       |
|                               | За бољу општину Сечањ         | 747     | 11,25  | 2       |
|                               | Српска радикална странка      | 224     | 3,37   | 0       |
| Укупно                        | Укупно                        | 6.640   | 100,00 | 23      |
|                               |                               |         |        |         |
| Важећи гласови                | Важећи гласови                | 6.640   | 94,65  |         |
| Неважећи/празни гласови       | Неважећи/празни гласови       | 375     | 5,35   |         |
| Укупни гласови                | Укупни гласови                | 7.015   | 100,00 |         |
| Регистровани бирачи/излазност | Регистровани бирачи/излазност | 10.481  | 66,93  |         |
| Извор: РИК                    |                               |         |        |         |

### Смедеревска Паланка
ГИК је у Смедеревској Паланци потврдила изборну листу СНС 16. фебруара. Затим је 18. фебруара потврдила листу СПС—ЈС, а истог дана прогласила и листу коју предводи НС. Дана 5. марта потврђена је изборна листа Српске радикалне странке, а дан касније Градска изборна комисија прогласила је листу коалиције Уједињени за победу Србије. Дана 11. марта потврђене су изборне листе Народног фронта и Здраве Србије. Странка слободе и правде (ССП) саопштила је почетком марта да је њихову изборну листу одбила Градска изборна комисија, при чему је председник Градске изборне комисије изјавио да комисија нема кворум. Ова листа потврђена је 6. марта. СНС је водио кампању у Смедеревској Паланци крајем фебруара и почетком марта.
У општини Смедеревска Паланка било је 39.932 грађана са правом гласа на локалним изборима. Локална Градска изборна комисија саопштила је да је излазност била 58%. Српска напредна странка је освојила 34 мандата, коалиција око Странке слободе и правде, коалиција СПС—ЈС и Народна странка по четири мандата, Здрава Србија два, а Народни фронт један мандат.
|                               |                               |         |        |         |
| Странка                       | Странка                       | Гласови | %      | Мандати |
|                               | Српска напредна странка       | 14.295  | 63,87  | 34      |
|                               | ССП—ДС                        | 2.076   | 9,28   | 4       |
|                               | СПС—ЈС                        | 2.003   | 8,95   | 4       |
|                               | Народна странка               | 1.789   | 7,99   | 4       |
|                               | Здрава Србија                 | 1.005   | 4,49   | 2       |
|                               | Народни фронт — Мост          | 715     | 3,19   | 1       |
|                               | Српска радикална странка      | 499     | 2,23   | 0       |
| Укупно                        | Укупно                        | 22.382  | 100,00 | 49      |
|                               |                               |         |        |         |
| Важећи гласови                | Важећи гласови                | 22.382  | 95,33  |         |
| Неважећи/празни гласови       | Неважећи/празни гласови       | 1.096   | 4,67   |         |
| Укупни гласови                | Укупни гласови                | 23.478  | 100,00 |         |
| Регистровани бирачи/излазност | Регистровани бирачи/излазност | 39.932  | 58,79  |         |
| Извор: РИК                    |                               |         |        |         |

## Последице
У Сечњу, Вукашин Баћина и његова група грађана одбили су да се придруже локалној власти коју предводи Српска напредна странка. Весна Ђурић, која је раније била председница општине Бајина Башта, положила је заклетву 12. маја; свих 24 одборника Градске скупштинске групе Српске напредне странке гласало је за. Истог дана за председника општине Кула изабран је Дамјан Миљанић. Дан касније Српска напредна странка формирала је локалну власт у Лучанима заједно са Социјалистичком партијом Србије.
У Београду су прелиминарни резултати објављени дан након избора, али су избори поновљени на пет бирачких места 16. и 21. априла. Коначни резултати објављени су 9. маја. Опозиционе странке су успеле да освоје више гласова од владајућих, али је опозициона Социјалдемократска странка остала испод цензуса. Опозиционе странке су такође навеле да би наредни избори могли бити расписани раније.